# 토지초등학교 농평분교
토지초등학교 농평분교는 대한민국 전라남도 구례군 토지면 내동리에 있었던 공립 초등학교이다.

## 연혁
- 1969년 9월 3일 : 설립인가
- 1970년 4월 16일 : 토지동국민학교 농평분교장 개교
- 1996년 3월 1일 : 토지동초등학교 농평분교로 개칭
- 1997년 3월 1일 : 토지초등학교로 편입
- 2000년 3월 1일 : 본교로 통폐합